# Nosivka, Poltava
Nosivka (în ucraineană Носівка) este un sat în comuna Ciornohlazivka din raionul Poltava, regiunea Poltava, Ucraina.

## Demografie
Componența lingvistică a localității Nosivka
     Ucraineană (85,71%)
     Rusă (14,29%)
Conform recensământului din 2001, majoritatea populației localității Nosivka era vorbitoare de ucraineană (85,71%), existând în minoritate și vorbitori de rusă (14,29%).